# 21653 Davidwang
21653 Davidwang (1999 OH3) là một tiểu hành tinh vành đai chính được phát hiện ngày 22 tháng 7 năm 1999 bởi nhóm nghiên cứu tiểu hành tinh gần Trái Đất phòng thí nghiệm Lincoln ở Socorro.